# متیاس لسور
متیاس لسور (فرانسوی: Mathias Lessort‎؛ زادهٔ ۲۹ سپتامبر ۱۹۹۵) بازیکن بسکتبال اهل فرانسه است.
از باشگاه‌هایی که در آن بازی کرده است می‌توان به باشگاه بسکتبال ستاره سرخ بلگراد، باشگاه بسکتبال مالاگا، باشگاه بسکتبال بایرن مونیخ، و باشگاه بسکتبال پارتیزان اشاره کرد.
وی در مسابقات کشوری و بین‌المللی در مجموع برندهٔ ۱ مدال نقره، ۱ مدال برنز شده است.